# Michel van der Belen
Michel Martin Vander Belen (Leuven, 13 augustus 1770 - 11 april 1844) was een Belgisch rechter en lid van het Nationaal Congres.

## Levensloop
Vander Belen was een zoon van de medicus Martin Vander Beele, hoogleraar aan de universiteit van Leuven, en van Catherine Vandermeulen. Hij trouwde met Marie-Catherine Vrancx en was een broer van Joseph Vander Belen. Zijn vader werd in 1788 afgezet als hoogleraar en verbannen, vanwege zijn oppositie tegenover keizer Jozef II.
Hij was licentiaat in de rechten van de universiteit van Leuven. Hij sloot aan bij het Patriottenleger in 1789 en werd in 1790 kapitein van de infanterie in het Brabantse leger. Onder het Consulaat werd hij in 1800 vrederechter voor het kanton Leuven en bekleedde dit ambt tot in 1838.
Hij was al zestig toen hij in het arrondissement Leuven tot lid van het Nationaal Congres werd verkozen.
In het Congres nam hij nooit het woord, althans niet in de publieke zittingen. Hij stemde voor de verklaring van onafhankelijkheid en voor het voorgoed afzetten van de Nassaus. In de eerste verkiezing voor het staatshoofd stemde hij voor Karel van Oostenrijk en voor regent verkoos hij Félix de Merode. Hij stemde voor Leopold van Saksen-Coburg en voor het Verdrag der XVIII artikelen.
In de katholieke groep ingedeeld, werd hij in 1831 in het eerste parlement verkozen en bleef er tot in 1844. Hij kwam weinig of niet tussen in de debatten. In november 1839 zat hij een drietal zittingen voor als ouderdomsdeken.